# Одесса (Флорида)
Одесса (англ. Odessa) — статистически обособленная местность, расположенная в округе Паско (штат Флорида, США) с населением в 7 267 человек по статистическим данным переписи 2010 года.

## Название
Предположительно название городу дал Пётр Алексеевич Дементьев в честь Одессы.

## География
По данным Бюро переписи населения США статистически обособленная местность Одесса имеет общую площадь в 14,5 квадратных километров, из которых 13,73 кв. километров занимает земля и 0,78 кв. километров — вода. Площадь водных ресурсов округа составляет 5,38 % от всей его площади.
Статистически обособленная местность Одесса расположена на высоте 17 м над уровнем моря.

## Демография
По данным переписи населения 2000 года в Одессe проживало 3173 человека, 896 семей, насчитывалось 1181 домашнее хозяйство и 1272 жилых дома. Средняя плотность населения составляла около 218,83 человека на один квадратный километр. Расовый состав населённого пункта распределился следующим образом: 95,93 % белых, 0,66 % — чёрных или афроамериканцев, 0,57 % — коренных американцев, 0,72 % — азиатов, 0,03 % — выходцев с тихоокеанских островов, 1,17 % — представителей смешанных рас, 0,91 % — других народностей. Испаноговорящие составили 6,81 % от всех жителей статистически обособленной местности.
Из 1181 домашних хозяйств в 35,1 % воспитывали детей в возрасте до 18 лет, 62,8 % представляли собой совместно проживающие супружеские пары, в 8,6 % семей женщины проживали без мужей, 24,1 % не имели семей. 18,0 % от общего числа семей на момент переписи жили самостоятельно, при этом 4,1 % составили одинокие пожилые люди в возрасте 65 лет и старше. Средний размер домашнего хозяйства составил 2,69 человек, а средний размер семьи — 3,04 человек.
Население статистически обособленной местности по возрастному диапазону по данным переписи 2000 года распределилось следующим образом: 24,9 % — жители младше 18 лет, 7,0 % — между 18 и 24 годами, 32,1 % — от 25 до 44 лет, 27,6 % — от 45 до 64 лет и 8,4 % — в возрасте 65 лет и старше. Средний возраст жителей составил 39 лет. На каждые 100 женщин в Одессe приходилось 108,3 мужчин, при этом на каждые сто женщин 18 лет и старше приходилось 104,8 мужчин также старше 18 лет.
Средний доход на одно домашнее хозяйство статистически обособленной местности составил 45 864 доллара США, а средний доход на одну семью — 55 461 доллар. При этом мужчины имели средний доход в 38 992 доллара США в год против 26 818 долларов среднегодового дохода у женщин. Доход на душу населения статистически обособленной местности составил 45 864 доллара в год. 3,7 % от всего числа семей в населённом пункте и 6,7 % от всей численности населения находилось на момент переписи населения за чертой бедности, при этом 10,4 % из них были моложе 18 лет и 11,5 % — в возрасте 65 лет и старше.